# 鸚鵡嘴龍屬的種

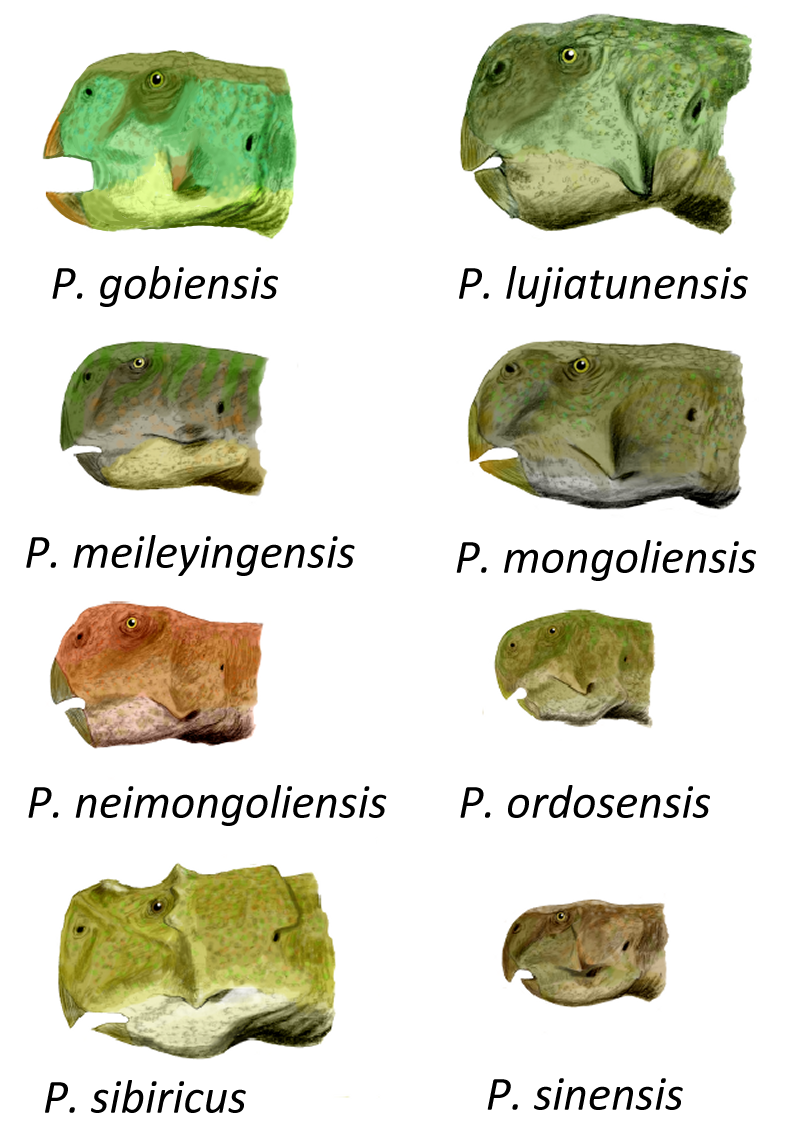
鸚鵡嘴龍的八個種復原圖，依照比例縮小。
左排由上到下為：陸家屯鸚鵡嘴龍、梅勒營鸚鵡嘴龍、內蒙古鸚鵡嘴龍、西伯利亞鸚鵡嘴龍。
右排由上到下為：大鸚鵡嘴龍、蒙古鸚鵡嘴龍、額多鸚鵡嘴龍、中國鸚鵡嘴龍

鸚鵡嘴龍屬（Psittacosaurus）屬於鳥臀目的角龍下目，自從在1923年由亨利·費爾費爾德·奧斯本（Henry Fairfield Osborn）命名以來，已有18個已命名種被歸類於鸚鵡嘴龍，但其中只有9到11個種被認為是有效種。鸚鵡嘴龍是目前恐龍中，擁有最多有效種的單一屬。大部分其他恐龍屬都只有單一種。這些不同差異極可能因為化石記錄。因為鸚鵡嘴龍已發現了數百個化石標本，而大部分其他恐龍標本遠少於這個數目，許多甚至只發現單一標本。因為眾多的化石，古動物學家能更完整地研究鸚鵡嘴龍的不同差異，進而造成更多的有效種。
目前已發現超過400個鸚鵡嘴龍標本，發現於中國、蒙古國、俄羅斯，可能還有泰國。古動物學家主要根據頭顱骨、牙齒的不同差異，或者是採用骨盆的特徵，來建立、鑑定鸚鵡嘴龍的不同種。部分物種由於化石材料的殘缺或不齊全，並沒有體型的估計值，但可藉由比較不同種的頭顱骨、股骨長度，來估算大致的身長。
就目前的18個已命名種中，模式種蒙古鸚鵡嘴龍的化石發現於蒙古國與中國內蒙古，是唯一分佈於蒙古國的種，Protiguanodon、奧氏鸚鵡嘴龍、Psittacosaurus tingi、固陽鸚鵡嘴龍都是蒙古鸚鵡嘴龍的次異名。化石數量次多的中國鸚鵡嘴龍，發現於中國山東省，發現於同地區的楊氏鸚鵡嘴龍則是中國鸚鵡嘴龍的次異名。有三個種發現於遼寧省，陸家屯鸚鵡嘴龍、大鸚鵡嘴龍發現於年代較早的義縣組，而梅勒營鸚鵡嘴龍來自於年代較晚的九佛堂組。內蒙古鸚鵡嘴龍、額多鸚鵡嘴龍的化石都發現於中國內蒙古的伊金霍洛組；最新命名的戈壁鸚鵡嘴龍也是來自於中國內蒙古，屬於巴顏戈壁組。馬鬃山鸚鵡嘴龍發現於甘肅省。新疆鸚鵡嘴龍發現於中國新疆。體型最大的種是西伯利亞鸚鵡嘴龍，化石發現於俄羅斯西伯利亞南部。
除了上述有效種，有情鸚鵡嘴龍的化石發現於泰國，化石過於零碎，而被認為是疑名。目前在分別在義縣組發現超過200個標本，蒙古國則發現將近100個標本，都還沒有經過正式的研究、命名。

## 物種

### 模式種：蒙古鸚鵡嘴龍

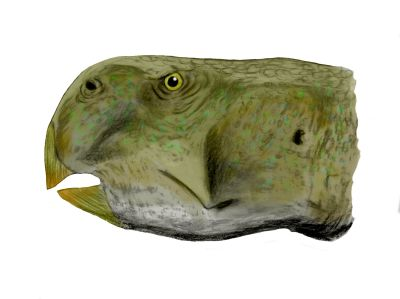
蒙古鸚鵡嘴龍，目前標本最多、研究最深的一種

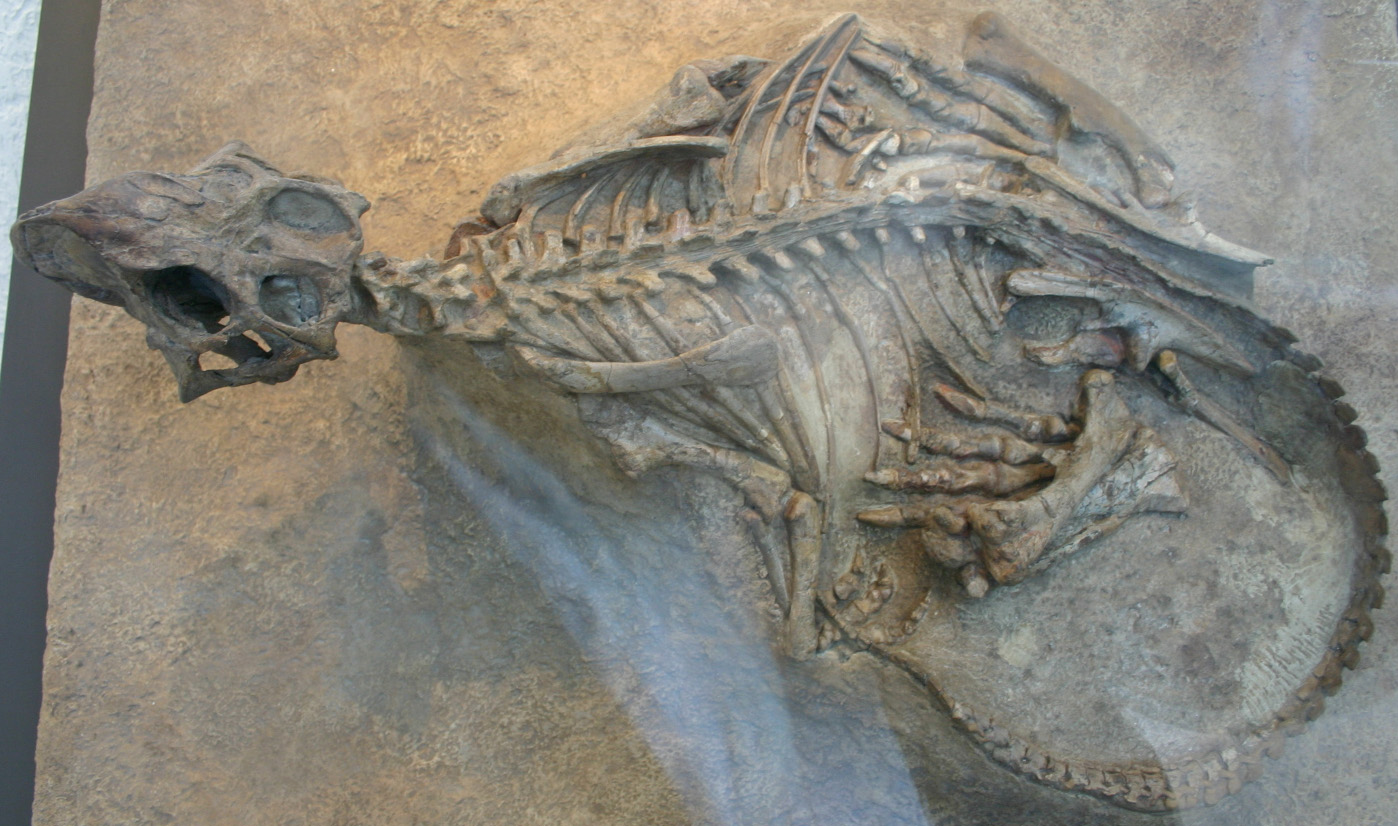
蒙古鸚鵡嘴龍的正模標本

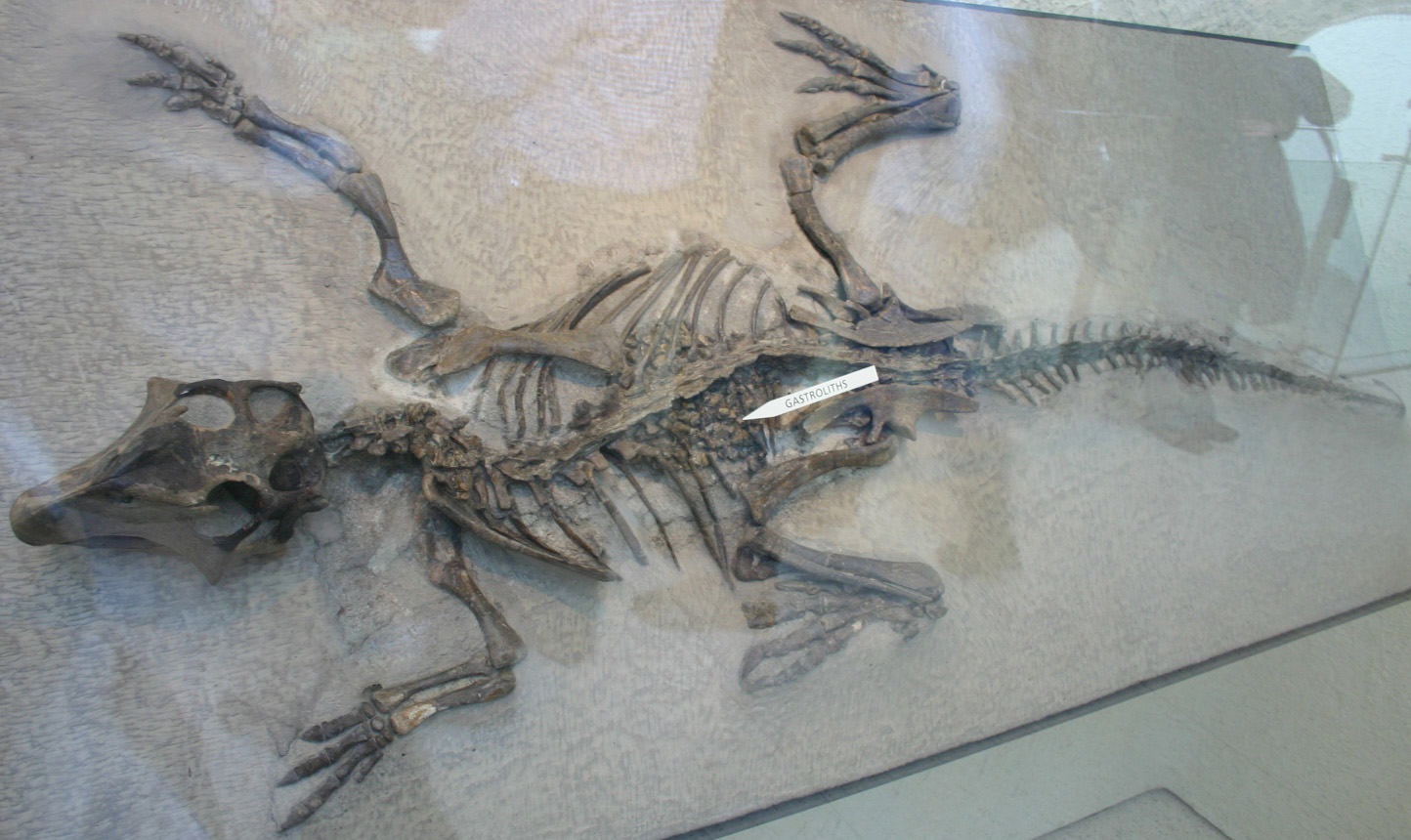
Protiguanodon的標本，目前被編入蒙古鸚鵡嘴龍

鸚鵡嘴龍的模式種是蒙古鸚鵡嘴龍（P. mongoliensis）。在1922年，美國自然歷史博物館的第三次蒙古挖掘活動中，在蒙古戈壁沙漠發現了鸚鵡嘴龍的第一批化石，包含模式標本（編號AMNH 6254）在內。在1923年，亨利·費爾費爾德·奧斯本正式將這些化石命名。這次挖掘活動還發現原角龍、偷蛋龍、迅猛龍的化石。之後，蒙古、蘇聯、中國、波蘭、美國、加拿大、日本等國組成的挖掘團隊，陸續在蒙古國、中國內蒙古發現蒙古鸚鵡嘴龍的化石。
目前已經發現超過75個蒙古鸚鵡嘴龍的個體化石，其中有接近20個是完整的頭顱骨與骨骼。蒙古鸚鵡嘴龍的化石發現於下白堊紀的地層，相當於阿普第階到阿爾比階，約1億2500萬到1億年前。這些化石來自於各種年齡層，包含小於13公分的剛孵化幼體，到身長接近2公尺的成年個體。
蒙古鸚鵡嘴龍有平坦的頭顱頂，頭顱骨的後方尤其平坦，上頜兩側的的眶前孔呈三角形。下頜齒骨的下緣有個突出段落，但沒有梅勒營鸚鵡嘴龍、大鸚鵡嘴龍的明顯。蒙古鸚鵡嘴龍是體型較大的種。模式標本是個幼年個體，其顱骨長度約15.2公分，股骨長度約16.2公分。最大型的蒙古鸚鵡嘴龍標本，股骨長度為21公分。截至目前為止，蒙古國的鸚鵡嘴龍有效種，只有蒙古鸚鵡嘴龍。

### Protiguanodon
奧斯本在挖掘蒙古鸚鵡嘴龍的化石時，在附近地點發現了一具骨骼化石。奧斯本認為這個標本是種禽龍的祖先，於是在1923年將這標本命名為Protiguanodon mongoliense。屬名意為「第一個禽龍」，種名則意指「蒙古」當這些化石進行清理處理後，被發現幾乎與蒙古鸚鵡嘴龍一致。在1958年，中國古動物學家楊鍾健將這物種改歸類於鸚鵡嘴龍屬，並改名為Psittacosaurus protiguanodonensis。這個標本目前被編入蒙古鸚鵡嘴龍，而Protiguanodon mongoliense與Psittacosaurus protiguanodonensis都成為蒙古鸚鵡嘴龍的次異名。

### 奧氏鸚鵡嘴龍
在1933年，中國恐龍學家楊鍾健將一個發現於中國內蒙古的部分頭顱骨，命名為奧氏鸚鵡嘴龍（P. osborni），種名是以亨利·費爾費爾德·奧斯本為名。奧氏鸚鵡嘴龍的有效性仍有爭議。在1990年，古動物學家保羅·塞里諾認為這個標本的化石發現處，接近蒙古鸚鵡嘴龍，年代相近，因此將這個標本編入蒙古鸚鵡嘴龍。在2004年，尤海魯與彼得·道達森提出奧氏鸚鵡嘴龍是有效種。在2000年，保羅·塞里諾再度把奧氏鸚鵡嘴龍歸類為蒙古鸚鵡嘴龍的異名，但塞里諾，注意到內蒙古地區有許多地區發現不同種的鸚鵡嘴龍化石，因此這次是暫時性的編入為蒙古鸚鵡嘴龍的異名。

### 丁氏鸚鵡嘴龍
在1931年，楊鍾健命名了丁氏鸚鵡嘴龍（P. tingi）。化石是數個頭顱骨的碎片。在1958年，楊鍾健將P. tingi列為奧氏鸚鵡嘴龍的次異名。在2004年，尤海魯與彼得·道達森提出P. tingi是有效種。而保羅·塞里諾兩度將奧氏鸚鵡嘴龍、P. tingi都編入蒙古鸚鵡嘴龍，都是蒙古鸚鵡嘴龍的次異名，而近年將P. tingi視為疑名。

### 中國鸚鵡嘴龍

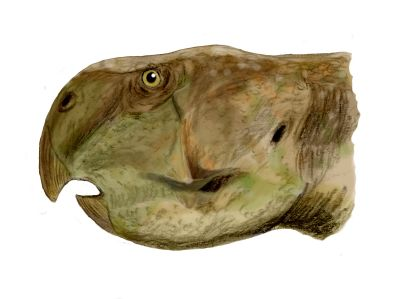
中國鸚鵡嘴龍，具有明顯的顴角與眶後角，是西伯利亞鸚鵡嘴龍的近親

在1958年，楊鍾健命名了中國鸚鵡嘴龍（P. sinensis），化石發現於山東省的青山組地層，地質年代為阿普第階/阿爾比階。目前已經發現超過20個個體的化石，其中有7個是完整的頭顱骨與骨骼，是目前研究資料第二多的種，僅次於蒙古鸚鵡嘴龍。
中國鸚鵡嘴龍的頭顱骨有許多特徵，可與其他種區別開來。中國鸚鵡嘴龍的成年個體頭顱骨小於蒙古鸚鵡嘴龍，牙齒數量也較少。前上頜骨與顴骨在臉側接觸，相當獨特。顴骨往兩側突出，形成顴角；中國鸚鵡嘴龍的顴角寬，僅次於西伯利亞鸚鵡嘴龍、陸家屯鸚鵡嘴龍。若將顴角列入計算，中國鸚鵡嘴龍的頭顱骨寬度，大於前後的長度。眼睛後方還有一個骨質突起，由顴骨、眶後骨構成，西伯利亞鸚鵡嘴龍也有相同的眶後突起。與其他種不同，中國鸚鵡嘴龍的下頜沒有洞孔。下頜往外彎曲，形成反頜的外表。中國鸚鵡嘴龍的成年個體，頭顱骨長度為11.5公分。

### 楊氏鸚鵡嘴龍
在1962年，中國古動物學家趙喜進命名了楊氏鸚鵡嘴龍（P. youngi），種名是以楊鍾健為名。楊氏鸚鵡嘴龍的模式標本是一個部分骨骼與頭顱骨，同樣發現於山東省的青山組，與中國鸚鵡嘴龍之間有許多類似特徵。楊氏鸚鵡嘴龍目前是中國鸚鵡嘴龍的次異名，標本被編入中國鸚鵡嘴龍。在2004年，尤海魯與彼得·道達森曾提出楊氏鸚鵡嘴龍是有效種。

### 固陽鸚鵡嘴龍
在1983年，中國古動物學家程政武命名了固陽鸚鵡嘴龍（P. guyangensis），種名是以化石發現地的中國內蒙古固陽縣為名。化石是前半個頭顱骨，之後在同一挖掘地點，發現數個關節脫落的身體骨頭，來自於數個個體。頭顱骨與蒙古鸚鵡嘴龍有顯著不同。但是，這些標本目前被視為是蒙古鸚鵡嘴龍的變異個體，而被編入蒙古鸚鵡嘴龍。固陽鸚鵡嘴龍不再被視為有效種。在2004年，尤海魯與彼得·道達森曾提出固陽鸚鵡嘴龍是有效種。

### 新疆鸚鵡嘴龍
在1988年，美國恐龍學家保羅·賽里諾與趙喜進命名了新疆鸚鵡嘴龍（P. xinjiangensis），種名是以中國新疆為名。在1970年代早期，就已發現不同年齡層的化石，但正模標本與最完整的標本都是幼年個體，直到近年在另在一個地點發現成年個體的化石。新疆鸚鵡嘴龍的化石發現於新疆的吐谷魯群上層，地質年代為阿普第階/阿爾比階。
新疆鸚鵡嘴龍的顴骨有明顯的顴角，顴角的前端平坦，而牙齒也有不同特徵。腸骨的髖臼後方，有個明顯的長骨突。一個成年個體的股骨長約16公分。

### 梅勒營鸚鵡嘴龍

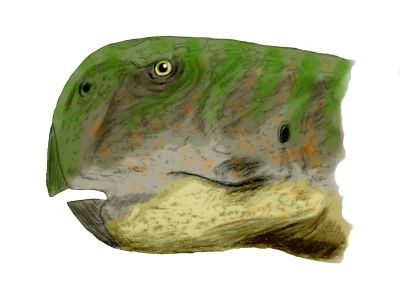
梅勒營鸚鵡嘴龍，具有最短小的頭部

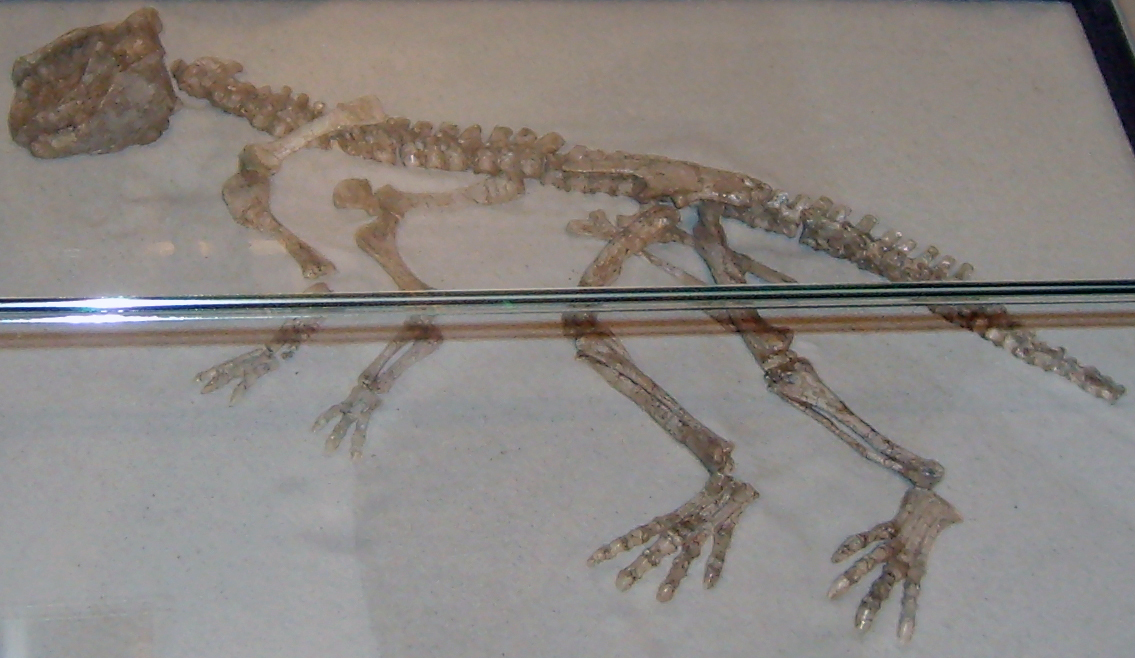
梅勒營鸚鵡嘴龍的化石

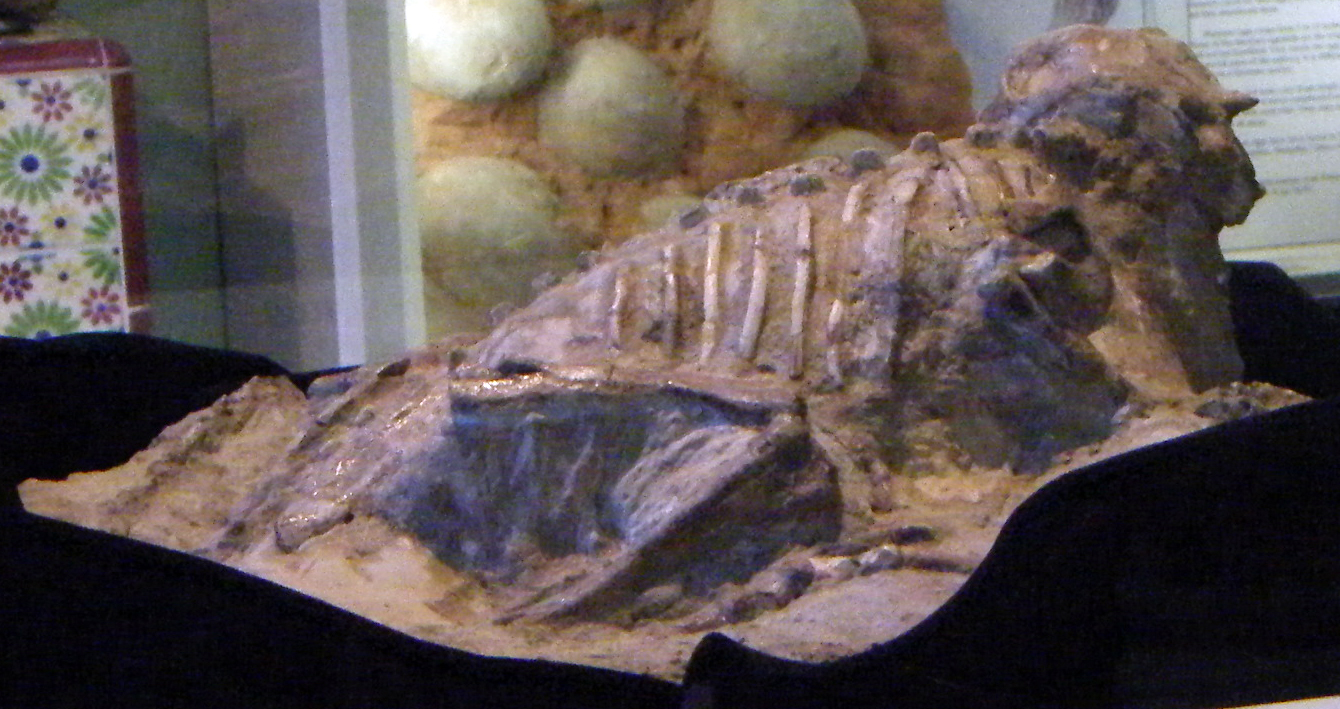
梅勒營鸚鵡嘴龍的化石

在1988年的另一份研究裡，保羅·賽里諾與趙喜進、程政武、饒成剛命名了梅勒營鸚鵡嘴龍（P. meileyingensis，又譯梅勒營子鸚鵡嘴龍），化石發現於中國遼寧省的梅勒營子盆地，屬於九佛堂組。目前已經發現4個頭顱骨，其中一個與骨骼相連，都是在1973年發現。九佛堂組的地質年代仍不確定，但參考中國內蒙古的年代相近地層，可能是距今約1億1000萬年前，相當於下白堊紀的阿爾比階。
梅勒營鸚鵡嘴龍有最短的口鼻部、最短小的頭盾，頭部的輪廓略呈圓形。眼眶略呈三角形。齒骨下緣有明顯突出段落，與大鸚鵡嘴龍相同，但比蒙古鸚鵡嘴龍、陸家屯鸚鵡嘴龍、有情鸚鵡嘴龍、西伯利亞鸚鵡嘴龍的類似特徵小型。根據模式標本的完整頭顱骨，可能是個成年個體，頭顱骨長度為13.7公分。

### 有情鸚鵡嘴龍
在1992年，法國古動物學家埃瑞克·比弗托（Eric Buffetaut）與泰國學者Varavudh Suteethorn命名了有情鸚鵡嘴龍（P. sattayaraki），化石是一個部分上頜與下頜，發現於泰國的Khok Kruat組，地質年代為阿普第階/阿爾比階。在2000年，保羅·賽里諾認為這些化石曾遭到侵蝕，且過於零碎，沒有鸚鵡嘴龍屬的某些特徵，而質疑這個種的有效性在2002年，埃瑞克·比弗托與Varavudh Suteethorn使用照片提出反駁，表示有情鸚鵡嘴龍的下頜有球根狀垂直稜脊，是鸚鵡嘴龍屬的特徵。某些學者認為有情鸚鵡嘴龍是有效種，而其他學者則認為是個疑名。在2010年，保羅·塞里諾建議把有情鸚鵡嘴龍歸類為角龍下目的分類未定屬。
有情鸚鵡嘴龍的齒骨下緣有個突出段落，類似蒙古鸚鵡嘴龍、西伯利亞鸚鵡嘴龍、大鸚鵡嘴龍、陸家屯鸚鵡嘴龍、梅勒營鸚鵡嘴龍，但較小。根據有情鸚鵡嘴龍的化石，牠們的體型接近中國鸚鵡嘴龍。如果有情鸚鵡嘴龍是個有效種，牠們將是唯一生存於東南亞的鸚鵡嘴龍物種。

### 內蒙古鸚鵡嘴龍

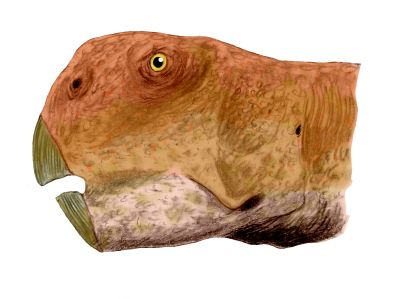
內蒙古鸚鵡嘴龍，頭顱骨形狀狹長

在1996年，加拿大恐龍學家戴爾·羅素（Dale Russell）與趙喜進命名兩個鸚鵡嘴龍的種，第一個是內蒙古鸚鵡嘴龍（P. neimongoliensis），種名是以中國內蒙古為名。模式標本是一個接近完整的骨骼與大部分頭顱骨，還有其他7個標本，發現於伊金霍洛組（Ejinhoro Formation），地質年代為下白堊紀。
與其他種相比，內蒙古鸚鵡嘴龍的額骨相當狹窄，頭顱骨的形狀也很狹窄。坐骨的長度大於股骨，這點也與其他種不同。模式標本是一個長13.2公分的頭顱骨，以及一個長13公分的股骨，是個不完全成長的個體。由於蒙古鸚鵡嘴龍的頭顱骨、尾巴較為修長，成年的內蒙古鸚鵡嘴龍，身長可能小於蒙古鸚鵡嘴龍。

### 額多鸚鵡嘴龍

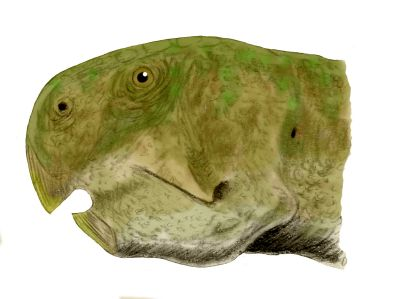
額多鸚鵡嘴龍，體型最小的一種

在1996年，戴爾·羅素與趙喜進命名的第二個種是額多鸚鵡嘴龍（P. ordosensis，又譯鄂爾多斯鸚鵡嘴龍），種名是以中國內蒙古鄂爾多斯為名。模式標本是一個接近完整的骨骼、一個部分頭顱骨。但是，目前只有頭顱骨、下頜、腳掌等部分被研究過。還有三個標本被編入額多鸚鵡嘴龍，也還沒有被研究過。這些標本被發現於伊金霍洛組，與內蒙古鸚鵡嘴龍相同。在2010年，保羅·塞里諾發現額多鸚鵡嘴龍、中國鸚鵡嘴龍有許多類似特徵，但認為若更詳細研究應可發現額多鸚鵡嘴龍的其他可鑑定特徵。塞里諾將額多鸚鵡嘴龍視為疑名。
額多鸚鵡嘴龍的顴骨有許多不同特徵，例如非常明顯的顴角。額多鸚鵡嘴龍是體型最小的種，一個成年個體的頭顱骨，長度只有9.75公分。

### 馬鬃山鸚鵡嘴龍
在1997年，中國古動物學家徐星命名了馬鬃山鸚鵡嘴龍（P. mazongshanensis），種名是以馬鬃山為名。化石是一個完整頭顱骨與相連的脊椎、以及一個前肢，發現於中國甘肅省的新民堡群下層。這些標本是在清理處理前就被命名，當中國科學院古脊椎動物與古人類研究所進行化石的處理過程時，頭顱骨遭到損毀，數個骨頭與全部牙齒消失。馬鬃山鸚鵡嘴龍的所屬地層還沒有經過年代測定，但可能屬於巴列姆階晚期到阿普第階之間。
在2000年，保羅·塞里諾提出馬鬃山鸚鵡嘴龍是個疑名，因為沒有可與其他種作出區別的鑑定特徵。但近年的其他學者多認為，與其他種相比，馬鬃山鸚鵡嘴龍的口鼻部比例較長，而上頜骨有明顯的骨質隆起，往兩側與下緣突出。上頜骨的骨質龍起部目前已遺失。在化石化過程中，這個頭顱骨曾經遭到外力而變形，在過去曾被誤認是該種的特徵之一。在2010年，保羅·塞里諾再度提出馬鬃山鸚鵡嘴龍是個疑名。

### 西伯利亞鸚鵡嘴龍

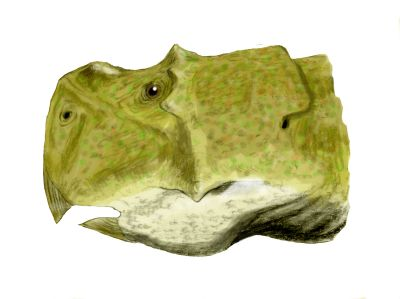
西伯利亞鸚鵡嘴龍，頭部有多個角，是體型最大的種

在1950年代，蘇聯古動物學家在西伯利亞科麥羅沃州的Shestakovo村，發現許多鸚鵡嘴龍的化石。在1990年代，兩個臨近的地點也發現鸚鵡嘴龍的化石，其中一個有數個完整骨骼化石。在2000年，俄羅斯古動物學家Alexei Voronkevich、亞歷山大·阿維里安諾夫（Alexander Averianov）等人將這些化石命名為西伯利亞鸚鵡嘴龍（P. sibiricus）。但直到2006年，才有這些化石的完整研究。這些化石發現於伊列克組（Ilek Formation），地質年代為下白堊紀的阿普第階/阿爾比階。其中有兩個接近完整、關節仍相連的骨骼，其他化石則關節脫落，來自於各種年齡層。
西伯利亞鸚鵡嘴龍是體型最大的種。模式標本的頭顱骨長約20.7公分，股骨長度為22.3公分。西伯利亞鸚鵡嘴龍的頭盾長於其他種，約是頭顱骨長度的15到18%。西伯利亞鸚鵡嘴龍的眼睛周圍有許多角，每邊眶後骨有三個，而每塊眼瞼骨有一個。中國鸚鵡嘴龍的眶後骨也有類似、較小型的角，這可能是同源演化的結果。顴骨有明顯的顴角，顴骨與前上頜骨相接，中國鸚鵡嘴龍也有類似的特徵，代表牠們可能是近親。齒骨下緣有突出段落，與蒙古鸚鵡嘴龍、梅勒營鸚鵡嘴龍、有情鸚鵡嘴龍類似。古動物學家列出西伯利亞鸚鵡嘴龍與其他種的不同特徵，總計32個，其中有6個是西伯利亞鸚鵡嘴龍的獨有特徵。這些特徵多位於頭顱骨。頸部到骨盆之間的脊椎骨總共有23節，而其他種的頸部到骨盆之間脊椎骨，總共有21或22節。

### 陸家屯鸚鵡嘴龍

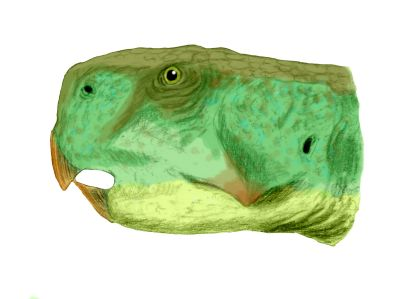
陸家屯鸚鵡嘴龍，是最原始、生存年代最早的一種

在2006年，中國古動物學家周長付等人命名了陸家屯鸚鵡嘴龍，化石是4個頭顱骨，發現於中國遼寧省的陸家屯，屬於義縣組。陸家屯鸚鵡嘴龍的生存年代有些爭議，有些學者主張是1億2800萬年前的巴列姆階另一派則主張是1億2500萬年前的阿普第階最早期。陸家屯鸚鵡嘴龍是已知最早的鸚鵡嘴龍，與鸚鵡嘴龍科的紅山龍生存於相同時期，兩者的化石都發現於同一地層。在2010年，保羅·塞里諾提出紅山龍、陸家屯鸚鵡嘴龍可能是同種動物，但由於紅山龍的化石過於稀少，因此仍將兩者暫定為不同種動物。

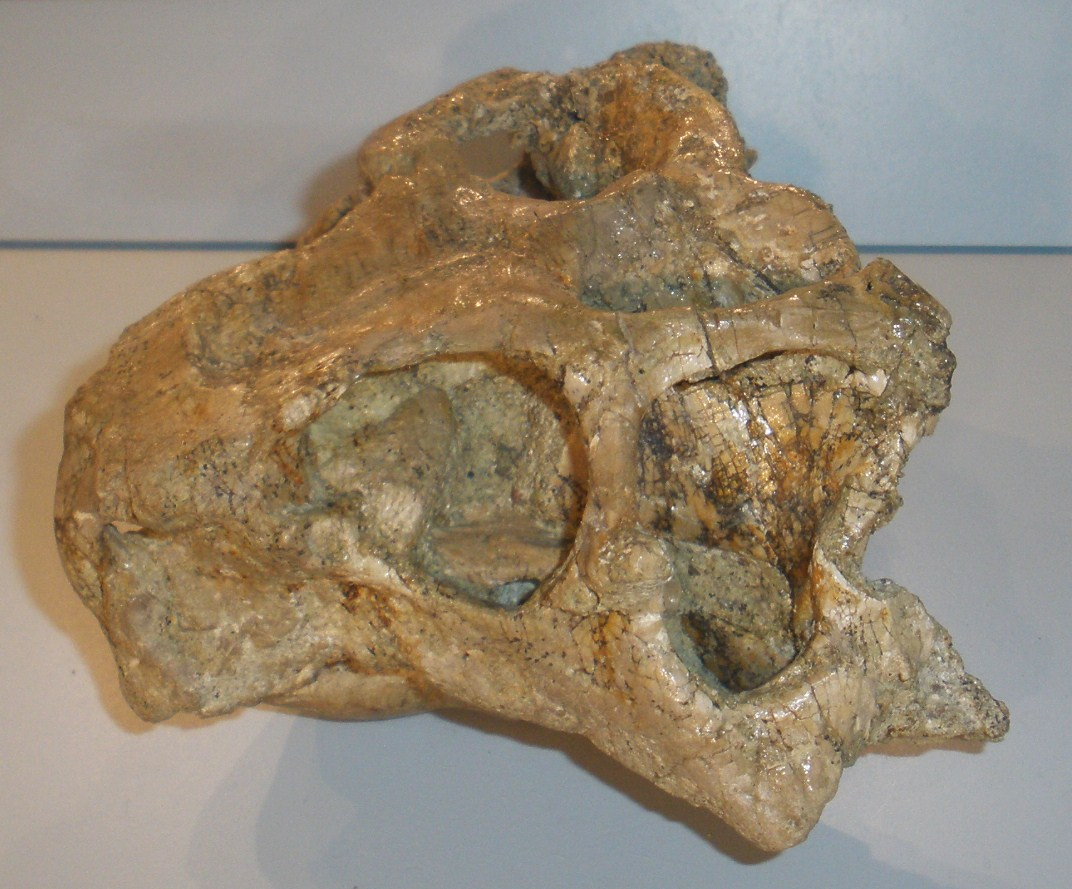
陸家屯鸚鵡嘴龍的顱骨

陸家屯鸚鵡嘴龍的模式標本頭顱骨，長度為19公分，而最大型標本的頭顱骨長度為20.5公分，由此可知牠們的體型接近蒙古鸚鵡嘴龍、西伯利亞鸚鵡嘴龍。牠們的眼睛前方有個小孔，類似蒙古鸚鵡嘴龍。顴骨向兩側突出，始頭顱骨的寬度大於前後的長度，這點類似中國鸚鵡嘴龍。西伯利亞鸚鵡嘴龍、大鸚鵡嘴龍也有寬顴骨。但是，陸家屯鸚鵡嘴龍沒有眶後骨的角，這點不同於中國鸚鵡嘴龍、大鸚鵡嘴龍。整體而言，陸家屯鸚鵡嘴龍有數個較原始的特徵，與牠們的較早生存年代符合。

### 大鸚鵡嘴龍

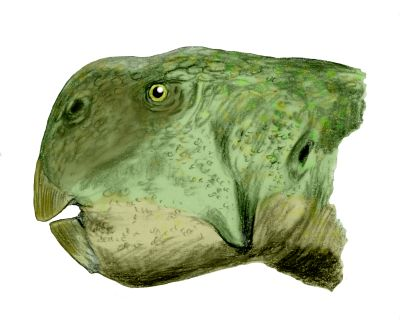
大鸚鵡嘴龍，有較大型的頭顱骨

在2007年，保羅·賽里諾、趙喜進、Loren Brown、譚琳命名了大鸚鵡嘴龍（P. major），種名意指牠們的大型頭顱骨。化石是一個接近完整的骨骼與頭顱骨，化石發現於中國遼寧省北票市，接近陸家屯鸚鵡嘴龍的發現地點。在2008年，尤海魯等人研究大鸚鵡嘴龍的其他標本時，認為大鸚鵡嘴龍、陸家屯鸚鵡嘴龍是不同物種。
大鸚鵡嘴龍的頭顱骨相當大，長度約是身體的30%長度，而蒙古鸚鵡嘴龍的頭顱骨/身體比例為30%。頭顱骨的長度為20.3公分，而股骨的長度為19.7公分。大鸚鵡嘴龍比蒙古鸚鵡嘴龍的模式標本大，但仍小於蒙古鸚鵡嘴龍的最大型標本。大鸚嘴龍的口鼻部狹窄。顴骨的顴角長度，僅次於中國鸚鵡嘴龍、陸家屯鸚鵡嘴龍、新疆鸚鵡嘴龍。其他種的顴角往兩側突出，只有大鸚鵡嘴龍的顴角微向下彎。大鸚鵡嘴龍的齒骨下緣突出段落，類似梅勒營鸚鵡嘴龍，但較為明顯。大鸚鵡嘴龍、陸家屯鸚鵡嘴生存於相同環境，但陸家屯鸚鵡嘴龍的頭顱骨也很大；兩者的差異在於，大鸚鵡嘴龍的頭顱骨長而狹窄，陸家屯鸚鵡嘴龍的頭顱骨較寬。

### 戈壁鸚鵡嘴龍
在2009年，保羅·塞里諾、趙喜進、譚琳命名了最新種，戈壁鸚鵡嘴龍（P. gobiensis）。化石是在2001年發現於中國內蒙古的巴顏戈壁組（Bayan Gobi Formation）。戈壁鸚鵡嘴龍是種小型鸚鵡嘴龍，身長約有1公尺。化石是一個頭顱骨、關節連接的部分身體骨骼、以及胃石。戈壁鸚鵡嘴龍有許多不同於其他種的明顯特徵，例如：眶後骨上有椎形角、眶後骨與顴骨接觸面有凹處、牙齒琺瑯質較厚。戈壁鸚鵡嘴龍、蒙古鸚鵡嘴龍生存於相同環境。

## 未歸類標本
目前有許多標本無法歸類於上述任何一種，或者還沒被建立為新種，目前都被標名為鸚鵡嘴龍的未命名種，Psittacosaurus sp.，但這不代表這些化石是屬於相同種。
目前在中國遼寧省義縣組發現了超過200個鸚鵡嘴龍的標本，其中有一個標本的背部具有管狀刺毛。這些標本大多數的保存狀況良好，其中某些化石已經被研究過，但還沒有被歸類於任何種。
在2005年到2006年之間，蒙古古動物學家Bolortsetseg Minjin與蒙大拿州洛磯山博物館的傑克·霍納率領一個化石挖掘團隊，在蒙古發現了將近100個鸚鵡嘴龍的標本。這些新標本仍在進行化石的清潔處理中，還沒有進行正式的研究、分類。

## 外部連結
- 鸚鵡龍志（页面存档备份，存于）
- （英文）角龍下目的各屬簡介與演化樹 Thescelosaurus